# 1098
Évszázadok: 10. század – 11. század – 12. század
Évtizedek: 1040-es évek – 1050-es évek – 1060-as évek – 1070-es évek – 1080-as évek – 1090-es évek – 1100-as évek – 1110-es évek – 1120-as évek – 1130-as évek – 1140-es évek
Évek: 1093 – 1094 – 1095 – 1096 –  1097 – 1098 – 1099 – 1100 – 1101 – 1102 – 1103

## Események

### Határozott dátumú események
- március 10. – Torosz edesszai úr meggyilkolása után Edessza lakói felkérik ennek fogadott fiát,  Boulogne-i Balduint a kormányzásra.[1]
- június 2. – Az első keresztesek 8 hónapos ostrommal elfoglalják Antiókhiát. (A keresztes vezetők a várost Tarantói Bohemundra bízták, aki pápai jóváhagyással felveszi az Antióchia fejedelme címet.)[2]
- június 28. – A keresztesek a várból kitörve megfutamítják Kerboga mószuli uralkodó muzulmán seregét.[3]

### Határozatlan dátumú események
- az év folyamán – Könyves Kálmán király barátsági szerződést köt Velencével.

## Születések
- Bingeni Szent Hildegárd (Bingeni Boldog Hildegárd) , kolostoralapító, író és zeneszerző

## Halálozások
- Adhemar, Le Puy püspöke, pápai legátus az első keresztes hadjáratban
- II. Balduin hainaut-i gróf